# Fenómenos electrocinéticos
Los fenómenos electrocinéticos son una familia de varios efectos diferentes que se producen en fluidos heterogéneos, en cuerpos porosos llenos de fluido o en un flujo rápido sobre una superficie plana. El término heterogéneo aquí significa un fluido que contiene partículas. Las partículas pueden ser burbujas sólidas, líquidas o de gas con tamaños en la escala de un micrómetro o nanómetro. [La cita necesitada] Hay una fuente común de todos estos efectos: la llamada 'capa doble' interfacial de cargas. La influencia de una fuerza externa sobre la capa difusa genera el movimiento tangencial de un fluido con respecto a una superficie cargada adyacente. Esta fuerza puede ser eléctrica, gradiente de presión, gradiente de concentración o gravedad. Además, la fase móvil puede ser fluida continua o fase dispersa.

## Familia
Varias combinaciones de la fuerza motriz y la fase móvil determinan diversos efectos electrocinéticos. Según J.Lyklema, la familia completa de los fenómenos electrocinéticos incluye:
- electroforesis, como movimiento de partículas bajo influencia del campo eléctrico;
- electroósmosis, como movimiento de líquido en un cuerpo poroso bajo la influencia del campo eléctrico;
- difusioforesis, como movimiento de partículas bajo la influencia de un gradiente de potencial químico;
- ósmosis capilar, como movimiento de líquido en cuerpo poroso bajo la influencia del gradiente de potencial químico;
- potencial de sedimentación, como campo eléctrico generado por partículas coloidales sedimentarias;
- potencial de flujo / corriente, como potencial eléctrico o corriente generada por el fluido que se mueve a través del cuerpo poroso, o en relación con la superficie plana;
- corriente de vibración coloidal, como la corriente eléctrica generada por partículas que se mueven en el fluido bajo la influencia del ultrasonido;
- Amplitud sónica eléctrica, como ultrasonido generado por partículas coloidales en campo eléctrico oscilante.

## Lectura más lejana
Hay descripciones detalladas de los fenómenos electrocinéticos en muchos libros sobre la interfaz y ciencia de coloide.